# Токова отсечка
Токовата отсечка представлява максимално-токовазащита, която определя наличието на късо съединение по защитавания електропровод въз основа на големината на тока на късо съединение. Стойността на тока, при който защитата заработва се нарича зададена точка. Тази точка се задава с цел да се избегнат повреди по електропровода или друго защитавано съоръжение. За по-голяма сигурност на обекта, тази защита се комбинира с максималнотокова защита.